# 꽈배기
꽈배기는 한국의 꼬인 도넛이다. 밀가루나 찹쌀가루 반죽을 가늘고 길게 늘인 뒤 두 가닥으로 꽈서 기름에 튀겨 낸다. 설탕과 술 또는 효모 등 팽창제를 섞어 만들며, 반죽할 때 식초를 조금 넣기도 한다. 겉에 설탕을 발라서 먹기도 한다.
튀겼기 때문에 칼로리가 꽤 높은 편으로, 파리바게트의 꽈배기 도넛은 260kcal이다.
꽈배기 위에 생크림을 바르고 그 위에 카스테라 가루를 묻힌 생크림 꽈배기도 있다.

## 사진

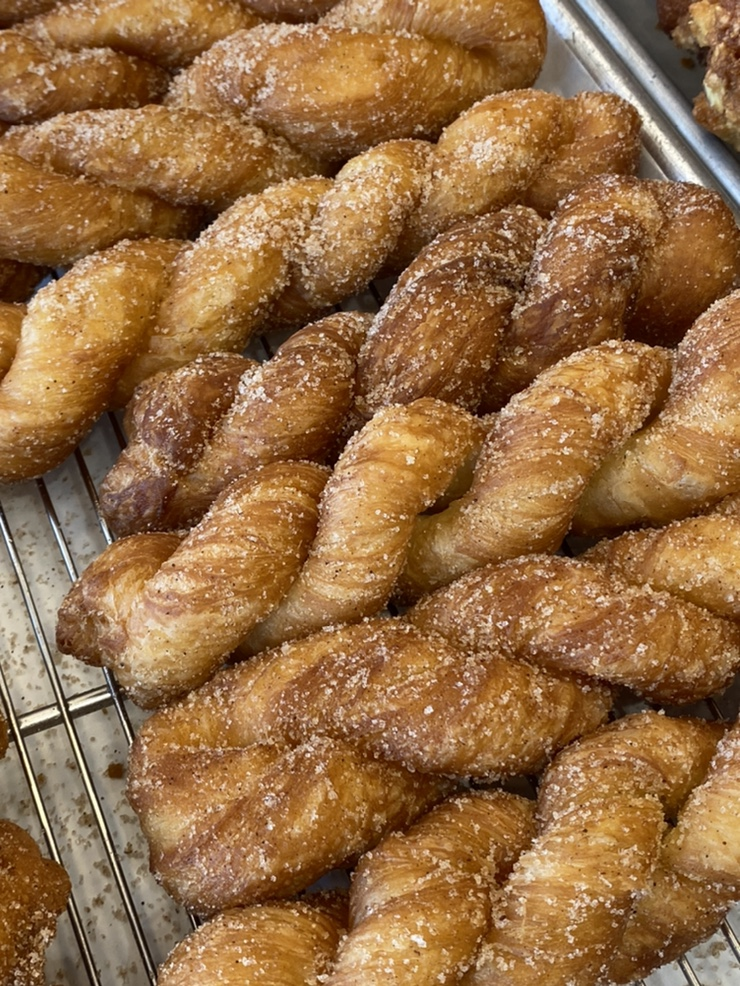
페이스트리 꽈배기
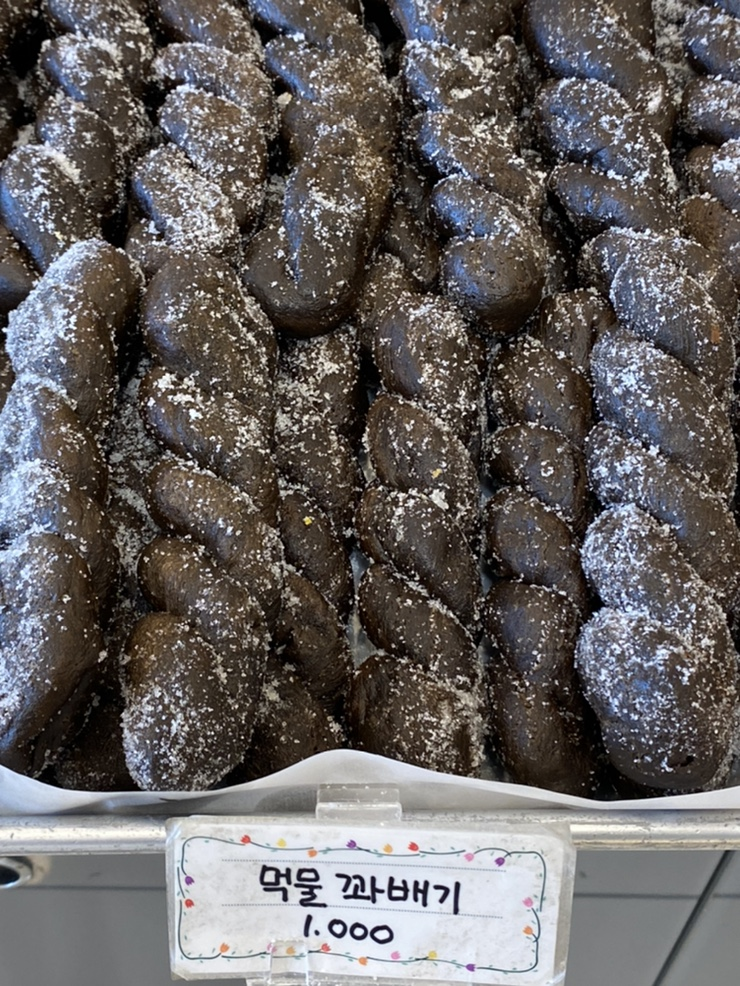
먹물 꽈배기

## 같이 보기
- 마화
- 샤코이
- 찹쌀도넛